# Crewe Alexandra FC
Crewe Alexandra FC är en engelsk professionell fotbollsklubb i Crewe, grundad 1877. Hemmamatcherna spelas på Alexandra Stadium, även kallad Gresty Road. Smeknamnet är The Railwaymen, vilket syftar på stadens koppling till järnvägsindustrin. Klubben spelar sedan säsongen 2022/2023 i League Two.
Klubben är uppkallad efter Alexandra av Danmark, som vid klubbens grundande var prinsessa av Wales. Hon var gift med kung Edvard VII av Storbritannien.

## Historia

Klubbens ligaplaceringar från och med 1892.

Crewe var med om att bilda The Football Leagues Second Division 1892, men man spelade bara i The Football League i fyra säsonger. Klubben kom tillbaka till ligan 1921 och gick då med i Third Division North.
Klubben vann Welsh Cup 1935/36 och 1936/37, men fick sedan inte delta i cupen (inte minst på grund av att klubben inte är från Wales).
Crewe har under större delen av sin historia spelat i Third Division och Fourth Division, som numera heter League One respektive League Two, men under åren 1997–2006 (med undantag för säsongen 2002/03) spelade klubben i näst högsta divisionen (First Division/The Championship).
Klubben är känd för att fostra egna produkter som de sedan säljer vidare till storklubbarna. Goda exempel på detta är Danny Murphy, Dean Ashton, Rob Jones, Nicky Maynard, Rob Hulse och Neil Lennon. Man har även en näsa för spelare som blivit nobbade av storklubbarna som kommit till klubben och därefter gått vidare till större uppdrag, som David Platt, Robbie Savage och Nick Powell.

## Meriter

### Liga
- The Championship eller motsvarande (nivå 2): Elva 1997/98 (högsta ligaplacering)
- League One eller motsvarande (nivå 3): Playoffvinnare 1996/97
- League Two eller motsvarande (nivå 4): Playoffvinnare 2011/12

### Cup
- FA-cupen: Semifinal 1887/88
- EFL Trophy: Mästare 2012/13
- Welsh Cup: Mästare 1935/36, 1936/37
- Cheshire Senior Cup: Mästare 1909/10, 1911/12, 1912/13, 1922/23, 2001/02, 2002/03, 2016/17
- Cheshire Premier Cup: Mästare 2008/09, 2009/10

## Spelare

### Spelartrupp
| 1  | Finland | Will Jääskeläinen | 25 juli 1998     | Bolton Wanderers (-17) |
| 13 | Wales   | Dave Richards     | 31 december 1993 | Bristol City (-15)     |
| 27 | England | Sam Booth         | 6 december 2000  | Crewe Alexandra FC     |

| 5  | Montserrat | Donervon Daniels  | 24 november 1993  | Luton Town (-20)   |
| 17 | England    | Luke Offord       | 19 november 1999  | Crewe Alexandra FC |
| 21 | England    | Rio Adebisi       | 27 september 2000 | Crewe Alexandra FC |
| 22 | Wales      | Billy Sass-Davies | 17 februari 2000  | Crewe Alexandra FC |
| 23 | England    | Travis Johnson    | 28 augusti 2000   | Crewe Alexandra FC |
| 25 | England    | Nathan Woodthorpe | 6 december 2001   | Crewe Alexandra FC |
| 34 | Wales      | Zac Williams      | 27 mars 2004      | Crewe Alexandra FC |
| -  | England    | Kayne Ramsay      | 10 oktober 2000   | Southampton (-21)  |
| -  | Irland     | Tommie Hoban      | 24 januari 1994   | Aberdeen (-21)     |

| 8  | Wales   | Tom Lowery      | 31 december 1997 | Crewe Alexandra FC     |
| 10 | England | Charlie Kirk    | 24 december 1997 | Crewe Alexandra FC     |
| 11 | England | Callum Ainley   | 2 november 1997  | Crewe Alexandra FC     |
| 14 | England | Oliver Finney   | 15 december 1997 | Crewe Alexandra FC     |
| 18 | England | Regan Griffiths | 1 maj 2000       | Crewe Alexandra FC     |
| 20 | England | Josh Lundstram  | 19 februari 1999 | Crewe Alexandra FC     |
| 26 | England | Joe Robbins     | 20 februari 2002 | Crewe Alexandra FC     |
| 28 | England | Luke Murphy     | 21 oktober 1989  | Bolton Wanderers (-20) |
| -  | Wales   | Shaun MacDonald | 17 juni 1988     | Rotherham United (-21) |

| 9  | England   | Chris Porter   | 12 december 1983 | Colchester United (-17) |
| 12 | Frankrike | Mikael Mandron | 11 oktober 1994  | Gillingham (-20)        |
| 19 | England   | Owen Dale      | 1 november 1998  | Crewe Alexandra FC      |
| 24 | England   | Tyreece Onyeka | 1 september 2001 | Crewe Alexandra FC      |
| -  | England   | Chris Long     | 25 februari 1995 | Motherwell (-21)        |

Not: Spelare i kursiv stil är inlånade.

### Utlånade spelare
| Nr | Land | Pos | Namn |
| -- | ---- | --- | ---- |